# غارو
غارو (أحيانا جارو) (بالأحرف اللاتينية Garou) هو مطرب كندي من أصل فرنسي. ولد في تاريخ 26 يونيو/حزيران 1972 في مدينة شيربروك في اقليم كيبك بكندا، واسمه بالولادة بيير غاراند (Pierre Garand).
اشتهر في فرنسا بعد تقديمه دور في الاوبرت الغنائي احدب نوتردام، ثم قدم البومه الشهير Seul (أو وحيد)، وبعدها Reviens أو (عد)، وألبوما يحمل اسمه Garou.

## بداياته
اكتشف الشاعر الغنائي الكندي لوك بلاموندون موهبة «غارو» بينما كان الأخير يغني أغاني البلوز الأمريكية بصوته الأجش في نواد صغيرة في شيربروك. فقام باختياره ليمثل دور الأحدب كوازيمودو في الاوبرت الغنائي الذي شارك في تأليفه، احدب نوتردام - Notre Dame de Paris، والذي يعد من أشهر وأنجح الأوبرتات الغنائية الفرنسية قاطبة. أبدع غارو في اداء الدور، وأصبح نجما في العالم الفرنسي. ساهم نجاح الاوبرت الغنائي المذكور بإطلاق نجومية غارو كمطرب موسيقى البوب في فرنسا وكندا ودول أوروبية عديدة.

## نجاحه
اشتهر في فرنسا بعد تقديمه الاوبرت فقدم عدة البومات منها ألبومه الأول الشهير Seul وبعدها Reviens وألبوما يحمل اسمه Garou.
اما جماله وصوته الأجش، المقرونان بحيويته وسحره الصبياني فقد جعلوه يحصل على لقب «رمز للجاذبية»، مما حدا بالكثير من المعجبين - والمعجبات - بأن يلاحقونه.

## الألبومات والسينغلز
- 1998 و1999: Notre-dame de Paris (ألبومين من المسرجية الغنائية الذي اشترك فيها)
- 2000: Seul
  - Seul
  - Je n'attendais que vous
  - Sous le vent (con سيلين ديون)
  - Gitan
  - Que l'amour est violent
- 2001: Seul... avec vous (حفلة حية)
- 2003: Reviens
  - Reviens (où te caches-tu?)
  - L'aveu
  - Et si on dormait
  - Passe ta route
  - La rivière de notre enfance مع ميشال ساردو
- 2006: Garou
  - Je suis le même
  - L'injustice
- 2008: Piece of My Soul
  - Stand Up
  - Heaven's Table
  - First Day of My Life
- 2009: Gentleman cambrioleur
  - Gentleman Cambrioleur
  - New Year's Day
- 2010: Version intégrale
  - J'avais besoin d'être là
- 2012: Rhythm and Blues

## وصلات خارجية
- غارو على موقع IMDb (الإنجليزية)
- غارو على موقع ميوزك برينز (الإنجليزية)
- غارو على موقع أول ميوزيك (الإنجليزية)
- غارو على موقع ديسكوغز (الإنجليزية)
- غارو على موقع قاعدة بيانات الفيلم (الإنجليزية)

الموقع الرسمي